# Kulvapen
Kulvapen är en vapenterm som innefattar skjutvapen konstruerade för kulammunition: ammunition där endast en sammanhållen projektil avfyras per skott, och fungerar som motsats till hagelvapen, skjutvapen gjorda för hagelammunition; ammunition där en kärve projektiler avfyras per skott (tekniskt även pilvapen).
Med kulvapen avses oftast (men inte alltid) kulgevär: gevär gjorda för kulammunition (jämför hagelgevär).
Termerna kulvapen och kulgevär förekommer främst inom jakt men hänvisar även till vapen utanför jaktcirkeln. Kulvapen ämnade för jakt, ibland kallade jaktkulvapen, benämns traditionellt studsare.

### Nationalencyklopedin
- kulvapen i Nationalencyklopedins nätupplaga. Läst 11 augusti 2022.
- kulgevär i Nationalencyklopedins nätupplaga. Läst 11 augusti 2022.